# (100383) 1995 VD15
(100383) 1995 VD15 es un asteroide perteneciente al cinturón de asteroides, descubierto el 15 de noviembre de 1995 por el equipo del Spacewatch desde el Observatorio Nacional de Kitt Peak, Arizona, Estados Unidos.

## Designación y nombre
Designado provisionalmente como 1995 VD15.

## Características orbitales
1995 VD15 está situado a una distancia media del Sol de 2,531 ua, pudiendo alejarse hasta 2,921 ua y acercarse hasta 2,141 ua. Su excentricidad es 0,153 y la inclinación orbital 0,429 grados. Emplea 1471 días en completar una órbita alrededor del Sol.

## Características físicas
La magnitud absoluta de 1995 VD15 es 17,1.